# Città di carta
Città di carta (Paper Towns) è un romanzo di John Green, pubblicato nel 2008 e vincitore del premio Edgar Award 2009 come miglior romanzo per ragazzi.

## Trama
Orlando, Florida. Quentin Jacobsen, protagonista e voce narrante del racconto, ha 9 anni quando, in compagnia della vicina di casa e compagna di giochi Margo Roth Spiegelman, scopre nel parco il corpo di un uomo chiamato Robert Joyner, morto suicida. Da quel momento i rapporti fra i due ragazzi si interrompono: Margo diventa popolare a scuola, soprattutto per le famose fughe che la vedono protagonista di avventure di cui tutti parlano, mentre Quentin, detto Q., conduce una vita da normale liceale.
È proprio al termine di una giornata normalissima che Margo si presenta, dopo 9 anni, alla finestra di Q., per coinvolgerlo nella vendetta ai danni di Jase Worthington. I due ragazzi salgono poi sulla cima del SunTrust Building, e, osservando la città di Orlando dall'alto, Margo la definisce una "città di carta", abitata da persone "sottili e fragili come carta". Margo invita poi Q. a vendicarsi anch'egli su qualcuno: Chuck Parson, responsabile di atti di bullismo nei confronti di Q. I due ragazzi riescono poi a intrufolarsi nel parco divertimenti SeaWorld. Quentin spera che dopo questa indimenticabile notte potrà finalmente recuperare il rapporto con Margo, di cui è sempre stato innamorato.
Tuttavia il giorno dopo Margo scompare misteriosamente. La vita del liceo inizia a risentire dell'assenza di Margo, che impediva ai ragazzi popolari di compiere atti di bullismo e che ora danno sfogo della loro rabbia dovute alle umiliazioni subite - a loro insaputa - da Margo. È questa l'occasione che permette a Q., sull'esempio di Margo, di non tirarsi indietro e affrontare la situazione, finché tutti si riappacificheranno.
Intanto Q. viene interrogato dal detective Otis Warren, secondo cui potrebbe trattarsi di una fuga definitiva e che dichiara di non essere tenuto a riportare Margo a casa, essendo lei maggiorenne. Q. decide così di iniziare a condurre una propria indagine, grazie al prezioso aiuto degli amici Ben Starling e Marcus "Radar" Lincoln, utente di Omnictionary ed esperto di tecnologie.
Dapprima Q. nota un insolito poster mai visto, che raffigura uno strano personaggio. Altri indizi portano Q. a intraprendere la lettura del poema "Io canto di me stesso" di Walt Whitman, di cui Margo ha evidenziato alcuni versi. Q. continua a interrogarsi sul poema finché lo porta a trovare, nei cardini della porta di camera sua, un biglietto recante la scritta "8328, Bartlesville Avenue", che si rivela essere l'indirizzo di un centro commerciale abbandonato. Giunti sul posto, Q., Ben e Radar, trovano inquietanti indizi che farebbero pensare a un suicidio tra cui la scritta sul muro: "andrai nelle città di carta e non tornerai più indietro". Turbato ma incuriosito dall'espressione, Q. cerca su internet l'espressione "Città di carta", che scopre riferirsi a pseudoquartieri inesistenti segnati sulle mappe per questioni di copyright. Quentin non si scoraggia e si mette in moto per una disperata ricerca attraverso le città di carta della Florida e continuerà a tornare nel centro commerciale abbandonato, pullulante di indizi, arrivando a rinunciare alle feste scolastiche, tra cui il ballo di fine anno, alle quali invece Ben e Radar tengono particolarmente a partecipare, adesso che sono riusciti a raggiungere un alto livello di popolarità.
È la mattina del giorno del diploma quando Q., riuscendo a mettere insieme tutte le informazioni, risale al luogo in cui si è rifugiata Margo: Agloe, una città di carta nello stato di New York, nella quale resterà soltanto fino alla sera seguente. Non c'è tempo da perdere: Q. decide di partire immediatamente, a bordo del minivan appena regalatogli dai genitori, anche a costo di perdere la cerimonia del diploma. Ben, Radar e Lacey (la quale adesso ha una relazione con Ben) si uniscono all'amico senza che neanche venga loro chiesto, e così i quattro partono per un intenso viaggio che per 21 ore li vedrà attraversare da sud a nord gli Stati Uniti orientali. Q. finalmente trova Margo, che però decide di non tornare a casa con lui.

## Personaggi
- Quentin "Q" Jacobsen, ragazzo del liceo normale, un po' sfigato ha passato i suoi ultimi anni di liceo alla ricerca di una ragazza che lui riconosce impossibile avere. È sincero, umile e molto coraggioso e farebbe di tutto per lei.
- Margo Roth Spiegelman, ragazza confusa e rotta interiormente, ma dà prova di essere molto coraggiosa e astuta, che deve capire il suo posto nel mondo.
- Ben Starling, quello che tutti definirebbero “bravo ragazzo”, amico stretto di Quentin e Marcus. Vuole la popolarità e pur di farsi notare fa cose buffe ed inutili.
- Marcus "Radar" Lincoln, un genio dell’informatica grande amico di Quentin e Ben, è quell’amico sincero che c’è sempre nonostante tutto.
- Lacey Pemberton il classico stereotipo della ragazza popolare americana che però si rivela tutt’altra cosa. All'apparenza fredda e superficiale, in realtà molto sensibile e amichevole, sinceramente preoccupata per l'amica Margot.
- Jase Worthington quel ragazzo un po’ bulletto che agisce sempre senza pensare per poi rispondere alle sue azioni spropositate.

## Edizioni in italiano
- John Green; Città di carta, traduzione di Stefania Di Mella, Rizzoli oltre, Milano 2009 ISBN 978-88-17-03599-6
- John Green; Città di carta, traduzione di Stefania Di Mella, Rizzoli, Milano 2014 ISBN 978-88-17-07636-4
- John Green; Città di carta, traduzione di Stefania Di Mella, Rizzoli, Milano 2015 ISBN 978-88-17-08255-6
- John Green, Città di carta, Rizzoli, Milano 2016 ISBN 978-88-17-08814-5
- John Green; Città di carta, traduzione di Stefania Di Mella. Edizione speciale, Rizzoli, Milano 2017 ISBN 978-88-04-68078-9
- John Green; Città di carta, traduzione di Stefania Di Mella. BUR Rizzoli, Milano 2019 ISBN 978-88-17-11970-2

## Cinema
Nel 2015 la casa di produzione 20th Century Fox ha tratto dal romanzo l'omonimo lungometraggio, diretto da Jake Schreier, con Nat Wolff nel ruolo di Quentin Jacobsen e la supermodella Cara Delevingne nel ruolo di Margo.